# Los secuestradores de burros
Los secuestradores de burros (The Donkey Rustlers), es una obra literaria del naturalista y escritor británico Gerald Durrell, publicada en 1968 originalmente por la editorial HarperCollins, es de género ficción y un poco de comedia.

## Trama
Comienza cuando el escritor narra que la familia Finchberry-White se va de Inglaterra para ir a Kalanero, un pueblo de una isla griega llamada Melisa. En esa isla todos los habitantes los apreciaban mucho, aunque solo iban en el verano.
Pero los protagonistas eran los dos hijos, Amanda y David. Estando ya acomodados en la isla, ellos fueron a jugar con su amigo pobre Yani. La razón de su pobreza era que el padre de Yani le había pedido dinero prestado al alcalde; pero poco después, murió. Y el alcalde lo amenazaba con quitarle sus tierras heredadas si no le daba su dinero.
Los niños quedaron en verse con Yani por la tarde para discutir el asunto. Fue muy fácil convencer a su madre, entonces fueron a un manantial y vieron a Yani, con su amigo tartamudo Coocos. Después de pensar bastante, Amanda cayó en la cuenta de que el único transporte que había en el pueblo eran los burros y entonces planearon secuestrarlos.
Hicieron experimentos y vieron que los burros nadaban, entonces como ellos siempre iban a una islita desamparada llamada por ellos Hespérides, decidieron que una noche iban a llevar a los burros a Hespérides (ya les habían puesto comida), y como el pueblo colapsaría, eso quizás le daría a Yani más tiempo para conseguir el dinero.
Contaron los burros de Kalanero y al final habían contado 18 burros (5, más un caballo, del alcalde), y en la noche de luna llena comenzaron a secuestrarlos empezando por ellos. Yani, que ya estaba preparado, puso un cartel que decía «BURROS DEL MUNDO: UNÍOS», y después por otros lugares. Los burros no querían irse (al parecer por cansancio), pero al final los llevaron a la isla Hespérides.
Era cierto, colapsó Kalanero y al final, el alcalde tuvo que irse caminando con el policía (ya no había burros) a buscar ayuda de un inspector aficionado a Sherlock Holmes.
Volvieron en carro junto al inspector, y este traía dos perros de caza, pero no buscaban pistas por ver a la perra del alcalde que estaba en celo.
El Sr. Inspector fue a ver el cartel de Yani y afirmó que eran los comunistas, pero ya no tenía ni idea de que hacer, así que pidió ayuda al Señor Finchberry-White. Amanda y David estaban muy tensos, por si sospechaban de ellos, al final el inspector se fue satisfecho y lo vigilaron, porque iba a dar un discurso.
Ofreció una recompensa (más del dinero que Yani le debía al alcalde), todo estaba resuelto, le confesaron a su padre y él sonrió. Él siempre decía que tenía sus fuentes de información, resultó que Coocos le contaba todo, mientras él pintaba, él le hablaba lentamente.
Los dos se quedaron atónitos, y el padre dijo que él le dio la idea al inspector para que su plan se salvara. Amanda salió corriendo al pueblo y dijo que nadando a Hespérides encontró a los burros. Todo el pueblo la siguió, y fueron en botes, descubrieron que los burros nadaban y los trajeron de vuelta (los burros no estaban de acuerdo).
Amanda le pidió el dinero y el alcalde se vio en un gran apuro, pero se lo tuvo que dar, vio que se lo daban a Yani y rabioso dijo: ¡Han sido ellos!, ¡Ellos robaron los burros!, y todo el pueblo rio a carcajadas porque hicieron dar al tacaño alcalde mucho dinero.
- Datos: Q7730641